# European Golden League femminile 2018
L'European Golden League 2018 si è svolta dal 19 maggio al 17 giugno 2018: al torneo hanno partecipato dodici squadre nazionali europee e la vittoria finale è andata per la prima volta alla Bulgaria.

## Regolamento

### Formula
La formula ha previsto:
- Fase a gironi, disputata con girone all'italiana, con gare di andata e ritorno: la prima classificata di ogni girone e la squadra del paese organizzatore (nel caso in cui sia stata tra le prime classificate, si è qualificata la migliore seconda classificata) hanno acceduto alla fase finale, mentre la peggiore ultima classificata è retrocessa in European Silver League 2019.
- Fase finale, disputata con semifinali, finale per il terzo posto e finale.

### Criteri di classifica
Se il risultato finale è stato di 3-0 o 3-1 sono stati assegnati 3 punti alla squadra vincente e 0 a quella sconfitta, se il risultato finale è stato di 3-2 sono stati assegnati 2 punti alla squadra vincente e 1 a quella sconfitta.
L'ordine del posizionamento in classifica è stato definito in base a:
- Numero di partite vinte;
- Punti;
- Ratio dei set vinti/persi;
- Ratio dei punti realizzati/subiti;
- Risultati degli scontri diretti.

## Squadre partecipanti
| Squadra     | Qualificazione | Ultima partecipazione |
| ----------- | -------------- | --------------------- |
| Azerbaigian | Wild card      | European League 2016  |
| Bielorussia | Wild card      | European League 2017  |
| Bulgaria    | Wild card      | European League 2014  |
| Croazia     | Wild card      | European League 2011  |
| Finlandia   | Wild card      | European League 2017  |
| Francia     | Wild card      | European League 2017  |
| Portogallo  | Wild card      | European League 2017  |
| Rep. Ceca   | Wild card      | European League 2012  |
| Slovacchia  | Wild card      | European League 2017  |
| Spagna      | Wild card      | European League 2017  |
| Ucraina     | Wild card      | European League 2017  |
| Ungheria    | Wild card      | European League 2016  |

## Torneo

### Fase a gironi
| Girone A    | Girone B  | Girone C    |
| ----------- | --------- | ----------- |
| Azerbaigian | Croazia   | Bielorussia |
| Bulgaria    | Finlandia | Rep. Ceca   |
| Portogallo  | Francia   | Slovacchia  |
| Ucraina     | Ungheria  | Spagna      |

#### Girone A

##### Risultati
| 19 maggio 2018 Hristo Botev Hall, Sofia Durata: 1h:01 - Spettatori: 700                    | Bulgaria    | 3 - 0 | Portogallo  | 25-13, 25-18, 25-19        |
| 19 maggio 2018 A.Y.S. Sport Hall, Baku Durata: 1h:34 - Spettatori: 1 000                   | Azerbaigian | 3 - 1 | Ucraina     | 16-25, 25-19, 25-23, 28-26 |
| 23 maggio 2018 Hristo Botev Hall, Sofia Durata: 1h:36 - Spettatori: 500                    | Bulgaria    | 3 - 1 | Ucraina     | 32-34, 25-10, 25-22, 25-21 |
| 23 maggio 2018 A.Y.S. Sport Hall, Baku Durata: 1h:35 - Spettatori: 1 000                   | Azerbaigian | 3 - 1 | Portogallo  | 24-26, 25-17, 25-14, 25-17 |
| 27 maggio 2018 Pavilhão Municipal, Póvoa de Varzim Durata: 1h:05 - Spettatori: 1 020       | Portogallo  | 0 - 3 | Ucraina     | 22-25, 14-25, 13-25        |
| 26 maggio 2018 Hristo Botev Hall, Sofia Durata: 1h:31 - Spettatori: 600                    | Bulgaria    | 3 - 1 | Azerbaigian | 17-25, 25-17, 25-14, 25-21 |
| 30 maggio 2018 A.Y.S. Sport Hall, Baku Durata: 1h:46 - Spettatori: 3 200                   | Azerbaigian | 3 - 1 | Bulgaria    | 25-20, 23-25, 25-21, 25-21 |
| 30 maggio 2018 Complesso di Ed. Fisica, Ivano-Frankivs'k Durata: 1h:35 - Spettatori: 1 350 | Ucraina     | 3 - 1 | Portogallo  | 25-19, 21-25, 25-22, 25-20 |
| 2 giugno 2018 Complesso di Ed. Fisica, Ivano-Frankivs'k Durata: 1h:12 - Spettatori: 1 200  | Ucraina     | 0 - 3 | Bulgaria    | 18-25, 20-25, 22-25        |
| 2 giugno 2018 Centro de Desportos, Matosinhos Durata: 1h:37 - Spettatori: 500              | Portogallo  | 1 - 3 | Azerbaigian | 20-25, 28-26, 11-25, 15-25 |
| 6 giugno 2018 Complesso di Ed. Fisica, Ivano-Frankivs'k Durata: 1h:22 - Spettatori: 1 000  | Ucraina     | 0 - 3 | Azerbaigian | 28-30, 21-25, 23-25        |
| 6 giugno 2018 Centro de Desportos, Matosinhos Durata: 1h:19 - Spettatori: 360              | Portogallo  | 0 - 3 | Bulgaria    | 17-25, 22-25, 25-27        |

##### Classifica
| Pos. | Squadra     | Pt | G | V | P | SV | SP | Ratio | PF  | PS  | Ratio |
| ---- | ----------- | -- | - | - | - | -- | -- | ----- | --- | --- | ----- |
| 1.   | Bulgaria    | 15 | 6 | 5 | 1 | 16 | 5  | 3,200 | 513 | 436 | 1,176 |
| 2.   | Azerbaigian | 15 | 6 | 5 | 1 | 16 | 7  | 2,285 | 549 | 492 | 1,115 |
| 3.   | Ucraina     | 6  | 6 | 2 | 4 | 8  | 13 | 0,615 | 483 | 491 | 0,983 |
| 4.   | Portogallo  | 0  | 6 | 0 | 6 | 3  | 18 | 0,166 | 397 | 523 | 0,759 |

      Qualificata alle semifinali.
      Retrocessa in European Silver League.

#### Girone B

##### Risultati
| 19 maggio 2018 Dvorana Gripe, Spalato Durata: 1h:15 - Spettatori: 530                 | Croazia   | 3 - 0 | Finlandia | 25-21, 26-24, 25-19               |
| 20 maggio 2018 Egyetem Sportcsarnok, Budapest Durata: 1h:14 - Spettatori: 950         | Ungheria  | 3 - 0 | Francia   | 25-16, 25-19, 25-20               |
| 23 maggio 2018 Egyetem Sportcsarnok, Budapest Durata: 1h:43 - Spettatori: 1100        | Ungheria  | 3 - 1 | Croazia   | 26-24, 25-23, 23-25, 25-12        |
| 23 maggio 2018 Monitoimitalo, Jyväskylä Durata: 1h:08 - Spettatori: 1 216             | Finlandia | 3 - 0 | Francia   | 25-18, 25-13, 25-21               |
| 26 maggio 2018 Dvorana Gripe, Spalato Durata: 1h:41 - Spettatori: 240                 | Croazia   | 3 - 1 | Francia   | 25-19, 25-21, 18-25, 27-25        |
| 26 maggio 2018 Tampere Ice Arena, Tampere Durata: 1h:38 - Spettatori: 2 027           | Finlandia | 3 - 1 | Ungheria  | 25-19, 23-25, 25-16, 25-19        |
| 30 maggio 2018 Kupittaan urheiluhalli, Turku Durata: 1h:37 - Spettatori: 1 452        | Finlandia | 3 - 1 | Croazia   | 25-18, 24-26, 25-15, 25-19        |
| 30 maggio 2018 Parc des Sports, Vandœuvre-lès-Nancy Durata: 1h:19 - Spettatori: 1 310 | Francia   | 0 - 3 | Ungheria  | 23-25, 18-25, 19-25               |
| 2 giugno 2018 Dvorana Gripe, Spalato Durata: 2h:04 - Spettatori: 325                  | Croazia   | 3 - 2 | Ungheria  | 23-25, 25-23, 25-15, 19-25, 15-9  |
| 2 giugno 2018 Parc des Sports, Vandœuvre-lès-Nancy Durata: 1h:37 - Spettatori: 1 280  | Francia   | 1 - 3 | Finlandia | 14-25, 25-18, 14-25, 22-25        |
| 6 giugno 2018 Parc des Sports, Vandœuvre-lès-Nancy Durata: 1h:41 - Spettatori: 1 420  | Francia   | 3 - 1 | Croazia   | 25-18, 27-25, 23-25, 25-21        |
| 6 giugno 2018 Érd Aréna, Érd Durata: 2h:02 - Spettatori: 1 000                        | Ungheria  | 3 - 2 | Finlandia | 25-20, 25-27, 21-25, 25-21, 15-11 |

##### Classifica
| Pos. | Squadra   | Pt | G | V | P | SV | SP | Ratio | PF  | PS  | Ratio |
| ---- | --------- | -- | - | - | - | -- | -- | ----- | --- | --- | ----- |
| 1.   | Finlandia | 13 | 6 | 4 | 2 | 14 | 9  | 1,555 | 533 | 471 | 1,131 |
| 2.   | Ungheria  | 12 | 6 | 4 | 2 | 15 | 9  | 1,666 | 536 | 508 | 1,055 |
| 3.   | Croazia   | 8  | 6 | 3 | 3 | 12 | 12 | 1,000 | 529 | 549 | 0,963 |
| 4.   | Francia   | 3  | 6 | 1 | 5 | 5  | 16 | 0,312 | 432 | 502 | 0,860 |

      Qualificata alle semifinali.

#### Girone C

##### Risultati
| 19 maggio 2018 Aréna Poprad, Poprad Durata: 1h:59 - Spettatori: 700                     | Slovacchia  | 2 - 3 | Bielorussia | 24-26, 25-18, 24-26, 25-21, 8-15  |
| 19 maggio 2018 Palacio Multiusos, Guadalajara Durata: 1h:22 - Spettatori: 700           | Spagna      | 0 - 3 | Rep. Ceca   | 23-25, 21-25, 12-25               |
| 23 maggio 2018 Aréna Sparta, Praga Durata: 1h:14 - Spettatori: 600                      | Rep. Ceca   | 3 - 0 | Spagna      | 25-20, 25-16, 25-21               |
| 23 maggio 2018 Čyžoŭka-Arena, Minsk Durata: 1h:13 - Spettatori: 970                     | Bielorussia | 3 - 0 | Slovacchia  | 25-23, 25-19, 25-20               |
| 26 maggio 2018 Aréna Sparta, Praga Durata: 1h:16 - Spettatori: 1 100                    | Rep. Ceca   | 3 - 0 | Slovacchia  | 25-17, 25-20, 25-19               |
| 26 maggio 2018 Čyžoŭka-Arena, Minsk Durata: 1h:31 - Spettatori: 1 020                   | Bielorussia | 1 - 3 | Spagna      | 21-25, 25-11, 23-25, 16-25        |
| 30 maggio 2018 Polideportivo Huerta del Rey, Valladolid Durata: 1h:59 - Spettatori: 600 | Spagna      | 2 - 3 | Bielorussia | 23-25, 25-21, 22-25, 25-19, 9-15  |
| 30 maggio 2018 Aegon Arena, Bratislava Durata: 1h:42 - Spettatori: 1 600                | Slovacchia  | 1 - 3 | Rep. Ceca   | 25-16, 16-25, 23-25, 18-25        |
| 2 giugno 2018 Polideportivo Huerta del Rey, Valladolid Durata: 1h:40 - Spettatori: 900  | Spagna      | 1 - 3 | Slovacchia  | 21-25, 17-25, 25-20, 27-29        |
| 2 giugno 2018 Sportovní hala, Jindřichův Hradec Durata: 1h:19 - Spettatori: 1 200       | Rep. Ceca   | 3 - 0 | Bielorussia | 25-18, 25-18, 25-21               |
| 6 giugno 2018 Čyžoŭka-Arena, Minsk Durata: 2h:01 - Spettatori: 960                      | Bielorussia | 2 - 3 | Rep. Ceca   | 21-25, 25-18, 25-19, 20-25, 12-15 |
| 6 giugno 2018 City Sports Hall, Levice Durata: 1h:57 - Spettatori: 1 300                | Slovacchia  | 3 - 2 | Spagna      | 25-17, 22-25, 23-25, 25-16, 15-6  |

##### Classifica
| Pos. | Squadra     | Pt | G | V | P | SV | SP | Ratio | PF  | PS  | Ratio |
| ---- | ----------- | -- | - | - | - | -- | -- | ----- | --- | --- | ----- |
| 1.   | Rep. Ceca   | 17 | 6 | 6 | 0 | 18 | 3  | 6,000 | 493 | 411 | 1,199 |
| 2.   | Bielorussia | 8  | 6 | 3 | 3 | 12 | 13 | 0,923 | 531 | 535 | 0,992 |
| 3.   | Slovacchia  | 6  | 6 | 2 | 4 | 9  | 15 | 0,600 | 515 | 526 | 0,979 |
| 4.   | Spagna      | 5  | 6 | 1 | 5 | 8  | 16 | 0,500 | 482 | 549 | 0,878 |

      Qualificata alle semifinali.

### Fase finale
|  | Semifinali | Semifinali | Semifinali |                 |    | Finale   | Finale    | Finale |
|  |            |            |            |                 |    |          |           |        |
|  | 1A         | Bulgaria   | 3          |                 |    |          |           |        |
|  | 1A         | Bulgaria   | 3          |                 |    |          |           |        |
|  | 1B         | Finlandia  | 0          |                 |    |          |           |        |
|  | 1B         | Finlandia  | 0          |                 | 1A | Bulgaria | 3         |        |
|  |            |            |            |                 | 1A | Bulgaria | 3         |        |
|  |            |            |            |                 |    | 2B       | Ungheria  | 0      |
|  | 2B         | Ungheria   | 3          |                 |    | 2B       | Ungheria  | 0      |
|  | 2B         | Ungheria   | 3          |                 |    |          |           |        |
|  | 1C         | Rep. Ceca  | 0          |                 |    |          |           |        |
|  | 1C         | Rep. Ceca  | 0          | Finale 3° posto |    |          |           |        |
|  |            |            |            |                 |    |          |           |        |
|  |            |            |            |                 |    | 1B       | Finlandia | 1      |
|  |            |            |            |                 |    | 1B       | Finlandia | 1      |
|  |            |            |            |                 |    | 1C       | Rep. Ceca | 3      |

#### Semifinali
| 14 giugno 2018 László Papp Sports Arena, Budapest Durata: 1h:09 - Spettatori: 600   | Bulgaria | 3 - 0 | Finlandia | 25-21, 25-13, 25-14 |
| 14 giugno 2018 László Papp Sports Arena, Budapest Durata: 1h:23 - Spettatori: 1 500 | Ungheria | 3 - 0 | Rep. Ceca | 25-21, 25-19, 25-19 |

#### Finale 3º posto
| 15 giugno 2018 László Papp Sports Arena, Budapest Durata: 1h:49 - Spettatori: 700 | Finlandia | 1 - 3 | Rep. Ceca | 17-25, 26-28, 27-25, 21-25 |

#### Finale
| 15 giugno 2018 László Papp Sports Arena, Budapest Durata: 1h:19 - Spettatori: 1 800 | Bulgaria | 3 - 0 | Ungheria | 25-12, 27-25, 25-14 |

## Classifica finale
| Pos     | Squadra     | Rosa |
| ------- | ----------- | --- |
| Oro     | Bulgaria    | Formazione: 1 G. Dimitrova, 2 N. Dimitrova, 3 Petrova, 4 Grigorova, 7 Kitipova, 8 Barakova, 9 Krăsteva, 10 M. Todorova, 11 Ruseva, 12 Karakaševa, 15 Ž. Todorova, 17 Săjkova, 18 Čauševa, 19 Milanova, CT: Petkov   |
| Argento | Ungheria    | Formazione: 1 Szakmáry, 5 Molcsányi, 7 Sándor, 8 Tálas, 9 Dékány, 11 Szedmák, 13 Villám, 14 Németh, 16 Nagy, 17 Bleicher, 18 Pekárik, 19 Pinter, 21 Lékó, 22 Szűcs, CT: de Brandt                                   |
| Bronzo  | Rep. Ceca   | Formazione: 1 Kossányiová, 2 Hodanová, 6 Baumruková, 7 Kopáčová, 8 Purchartová, 10 Valková, 11 Dostalová, 12 Mlejnková, 13 Nova, 14 Chevalierová, 15 Strušková, 20 Toufarová, 24 Holásková, 26 Orvošová, CT: Pommer |
| 4       | Finlandia   | Template:Finlandia femminile pallavolo European Golden League 2018 |
| 5       | Azerbaigian | Template:Azerbaigian femminile pallavolo European Golden League 2018 |
| 6       | Bielorussia | Template:Bielorussia femminile pallavolo European Golden League 2018 |
| 7       | Croazia     | Template:Croazia femminile pallavolo European Golden League 2018 |
| 8       | Ucraina     | Template:Ucraina femminile pallavolo European Golden League 2018 |
| 9       | Slovacchia  | Template:Slovacchia femminile pallavolo European Golden League 2018 |
| 10      | Spagna      | Template:Spagna femminile pallavolo European Golden League 2018 |
| 11      | Francia     | Template:Francia femminile pallavolo European Golden League 2018 |
| 12      | Portogallo  | Template:Portogallo femminile pallavolo European Golden League 2018 |

|  |  | Qualificata alla Volleyball Challenger Cup 2018 |

|  | Retrocessa in European Silver League 2019 |

## Premi individuali
| Premio                 | Nome               | Squadra   |
| ---------------------- | ------------------ | --------- |
| MVP                    | Marija Karakaševa  | Bulgaria  |
| Miglior palleggiatrice | Lora Kitipova      | Bulgaria  |
| Miglior opposto        | Silvana Čauševa    | Bulgaria  |
| Miglior schiacciatrice | Gréta Szakmáry     | Ungheria  |
| Miglior schiacciatrice | Michaela Mlejnková | Rep. Ceca |
| Miglior centrale       | Hristina Ruseva    | Bulgaria  |
| Miglior centrale       | Laura Pihlajamäki  | Finlandia |
| Miglior libero         | Rita Molcsányi     | Ungheria  |